# Casper Vandeputte
Casper Vandeputte (1985) is een Nederlands toneelregisseur en schrijver. Sinds zijn afstuderen in 2008 maakte hij theatervoorstellingen bij onder meer Huis van Bourgondië, Het Lab en Toneelschuur Producties. Vanaf 2013 tot 2016 was hij verbonden aan het Nationale Toneel. Sinds 2017 werkt hij voor Theater Utrecht en HNTjong, de jongerentak van Het Nationale Theater. 
Veel van zijn vroege voorstellingen portretteerden zijn eigen generatie: dolende twintigers en dertigers, op zoek naar een moreel kompas in een wereld zonder god. Hiervoor combineerde Vandeputte klassieke toneelteksten met zelfgeschreven teksten en fragmenten uit de media, filosofie en wereldliteratuur (Oh my god it’s a horse, op basis van Equus van Peter Shaffer; Woyzeck, your favorite working-class hero op basis van Woyzeck van Georg Büchner; De ziekte die jeugd heet van Ferdinand Bruckner). 

## Regisseur
- 2022: What is love, musical
- 2019: Immens bekroond met de Taalunie Toneelschrijfprijs 2020
- 2018: Bloedlink
- 2015: The Summer of '96
- 2014: Vrijdag van Hugo Claus
- 2014: Elektra van Hugo von Hofmannsthal
- 2013: Titus van Jan Sobrie
- 2013: Nieuwspoort
- 2013: Speeldrift van Juli Zeh (coproductie Toneelschuur Producties en het Nationale Toneel) - Tamar van den Dop en Stefan de Walle genomineerd voor een Colombina en een Arlecchino.
- 2013: somedaymyprincewill.com van Sadettin Kirmiziyüz
- 2010: Starring #13: Stratosfeer

## Schrijver/bewerker
Als schrijver ontving hij in 2010 de Visser-Neerlandiaprijs voor Stratosfeer. Ook bewerkte hij teksten van J.D. Salinger voor de voorstelling Till the fat lady sings van Toneelgroep Oostpool.
- Nederlandse Thesaurus van Auteursnamen: 375409807
- Virtual International Authority File: 309901071